# Конфликт в Киву (2012—2013)
Конфликт в Киву в 2012—2013 гг. — конфликт в провинции Северное Киву Демократической Республики Конго, начавшийся в 2012 году, является одним из серии вооруженных конфликтов в стране после официального окончания Второй конголезской войны в 2003 году.
В апреле 2012 года солдаты-тутси подняли мятеж против правительства Демократической Республики Конго. Мятежники сформировали повстанческую группировку «Движение 23 марта» (М23), состоящую из бывших членов «Национального конгресса народной обороны Конго». Мятеж возглавил Боско Нтаганда.
20 ноября 2012 года «Движение 23 марта» взяло под свой контроль город Гома.
12 декабря 2013 года власти Демократической республики Конго подписали с группировкой M23 мирное соглашение.

## Предыстория
Конфликт связан с противостоянием между ДР Конго и Руандой в 1994 году, когда на территории Руанды из-за геноцида тутси со стороны хуту погибли не менее 800 тысяч человек. Конфликт на территории провинции Северное Киву продолжается и после официального окончания Второй конголезской войны в 2002 году.
В 2008 году повстанческая группировка «Национальный конгресс народной обороны Конго» подошла к городу Гома, но не стала его брать. Правительство Демократической Республики Конго согласились на переговоры с ними. 23 марта 2009 года было достигнуто соглашение об их включении в вооруженные силы ДР Конго.
В апреле 2012 года солдаты-тутси подняли мятеж против правительства Демократической Республики Конго. Мятежники сформировали повстанческую группировку «Движение 23 марта», состоящую из бывших членов «Национального конгресса народной обороны Конго» и дезертировавших солдат армии ДРК. Мятеж возглавил Боско Нтаганда.
Власти Демократической Республики Конго обвиняют Руанду в том, что та поддерживает группировку «Движение 23 марта», состоящее из представителей народности тутси. Организация Объединённых Наций также подтверждает эти данные, но власти Руанды это отрицают и говорят о том, что ДР Конго скрывает на своей территории группировки боевиков, состоящие из представителей народности хуту, которые являются враждебными руандийскому правительству. Предполагается, что Руанда поддерживает повстанцев в ДР Конго, для того, чтобы создать буферную зону на границе с этим государством и контролировать торговлю и добычу полезных ископаемых в провинции Северное Киву. В частности в Гоме расположены большие залежи золота и редких металлов.

## Силы сторон
По некоторым данным, в состав группировки «Движение 23 марта» входит от 2500 до 3000 человек. Миссия ООН располагала 6700 солдатами в провинции Северное Киву, в том числе отрядом быстрого реагирования в Гоме численностью 1500 человек. Несмотря на своё присутствие, активных действий войска ООН не вели, так как мандат предусматривал применение силы только в случае защиты мирного населения.

## Хронология конфликта
17 ноября 2012 года после нападения повстанцев из «Движения 23 марта» на город Кибумба правительственные силы оставили город. Тогда же военные вертолёты миротворцев ООН обстреляли позиции группировки «Движения 23 марта» в Кибумбе. Совет Безопасности ООН осудил возобновление военных действий и потребовал от «Движения 23 марта» немедленного прекращения дальнейшего продвижения к городу Гома. Также повстанцами был взят город Рутшуру.

### Битва за Гому
19 ноября 2012 года в ходе перестрелки между правительственными войсками, при поддержке миротворцев ООН, и повстанцами из «Движения 23 марта» удалось отбить нападение мятежников. Нападение проходило на аэропорт в северных пригородах города Гома, повстанцы прошли к аэропорту мимо базы миротворцев ООН, прячась за домами местных жителей.
20 ноября 2012 года «Движение 23 марта» объявило о взятии города Гома без сопротивления. Армия ДР Конго применяла вертолёты и артиллерию, но в итоге оставила город повстанцам. Повстанцы захватили город впервые с 2003 года. Войска миротворческой миссии ООН не стали вступать в бой с повстанцами, опасаясь потерь среди мирного населения города. Также 20 ноября повстанцы захватили город Саке, который находится в 25 км западнее от Гомы и продолжили наступление на столицу ДР Конго, Киншасу.
Несмотря на то, что повстанцы заявили о взятии города, представители миссии ООН заявили о том, что миротворцы до сих пор контролируют аэропорт.

## Попытки урегулирования
Президент ДР Конго Жозеф Кабила во время переговоров с президентами Руанды и Уганды заявил о готовности рассмотреть требования повстанцев и начать с ними переговоры. Повстанцы отвергали требования остановить наступление.
В столице Уганды Кампале прошли переговоры по ситуации в ДР Конго. Во встрече принимали участие лидеры ДРК, Уганды, Танзании и Кении.
Правительство ДРК предъявило повстанцам ультиматум: им дали двое суток на то, чтобы покинуть Гому. Глава повстанцев Султани Макенга пообещал к 30 ноября отступить на 12 километров за пределы Гомы, не выдвигая при этом никаких условий. При этом политический лидер повстанческого «Движения 23 марта» Жан-Мари Рунига Лугереро заявил, что сначала правительство страны должно распустить национальную избирательную комиссию и обеспечить свободу передвижения лидеру оппозиционного Союза за демократию и социальный прогресс Этьену Чисекеди.

## 2013 год
В результате столкновений между правительственными войсками и повстанцами из М23, произошедших 15 июля 2013 г., были убиты по меньшей мере 130 человек. Бои произошли недалеко от Гомы. В ходе противостояния войска применяли танки. Также стороны использовали миномёты. Из района столкновений в Гому бежали около тысячи человек.
12 декабря власти Демократической республики Конго подписали с повстанческой группировкой M23 мирное соглашение. Об этом сообщил в своем аккаунте в Twitter помощник президента Кении Маноах Исипису. Церемония подписания соглашения, которая прошла в Найроби, должна была состояться ещё 11 ноября в Уганде. Однако тогда подписание было отложено, поскольку стороны не могли прийти к согласию по поводу того, как назвать документ: соглашением или декларацией.

## Последствия
По данным ООН, в период с апреля по сентябрь 2012 года вооружёнными группировками были убиты 264 человека, из них 83 ребёнка. В большинстве случаев людей убивали с крайней жестокостью, они были зарублены мачете или сожжены заживо. По меньшей мере 12 женщин были изнасилованы. В это же время проводились массовые принудительные перемещения, грабежи и уничтожение частной собственности. Ответственность в большинстве случаев ООН возлагает на Райя Мутомбоки, который возглавляет вооружённую группировку.
С 18 по 20 ноября по данным ООН боевиками «Движения 23 марта» были убиты четыре гражданских лица, в том числе беременная женщина и младенец. 50 гражданских лиц получили ранения. 22 ноября в ходе вооруженных столкновений были убиты пять женщин и 17 человек получили ранения. Солдаты армии ДР Конго также обвиняют в ранении шести гражданских лиц и одного ребёнка в ходе обстрелов города Гома 18 ноября и в разграблении магазинов и домов.
20 ноября 2012 года было сообщено о том, что Всемирная продовольственная программа ООН вынуждена прекратить помощь 447 тысячам перемещённых в результате конфликта лиц в Северном Киву. Гуманитарные операции будут возобновлены, когда это станет возможным. На востоке ДР Конго насчитывается около 2,4 миллиона беженцев, которые являются внутренними перемещенными лицами из-за конфликта. Всемирная продовольственная программа ООН планирует обеспечить продовольствием около одного миллиона человек, прежде всего женщин и детей.
После взятия Гомы в сторону Руанды направился поток беженцев. Управление Верховного комиссара ООН по делам беженцев сообщает о 60 тысячах человек, которые покинули лагерь для временно перемещённых лиц, который находится возле Гомы.

## Международная реакция
Совет Безопасности ООН единогласно одобрил резолюцию, осуждающую захват повстанцами Гомы. Резолюция содержит в себе призыв к международным санкциям в отношении лидеров «Движения 23 марта». ООН также обвинил Руанду и Уганду в поддержке повстанцев на территории ДР Конго. СБ ООН осудил нападения на гражданское население и миссию ООН, также предупредил, что виновные в этих преступлениях и нарушениях прав человека будут наказаны.
Верховный представитель Европейского союза по иностранным делам и политике безопасности Кэтрин Эштон заявила о своей обеспокоенности событиями в ДР Конго и призвала «Движение 23 марта» немедленно прекратить военное наступление. Также она заявила о том, что должна прекратиться поддержка повстанцев. ЕС также готов приставить гуманитарную помощь в регионе.
Франция призывает пересмотреть мандат миротворческой миссии ООН в ДР Конго и дать миротворцам возможность вмешаться в конфликт между правительством и повстанцами.